# 香港水上人

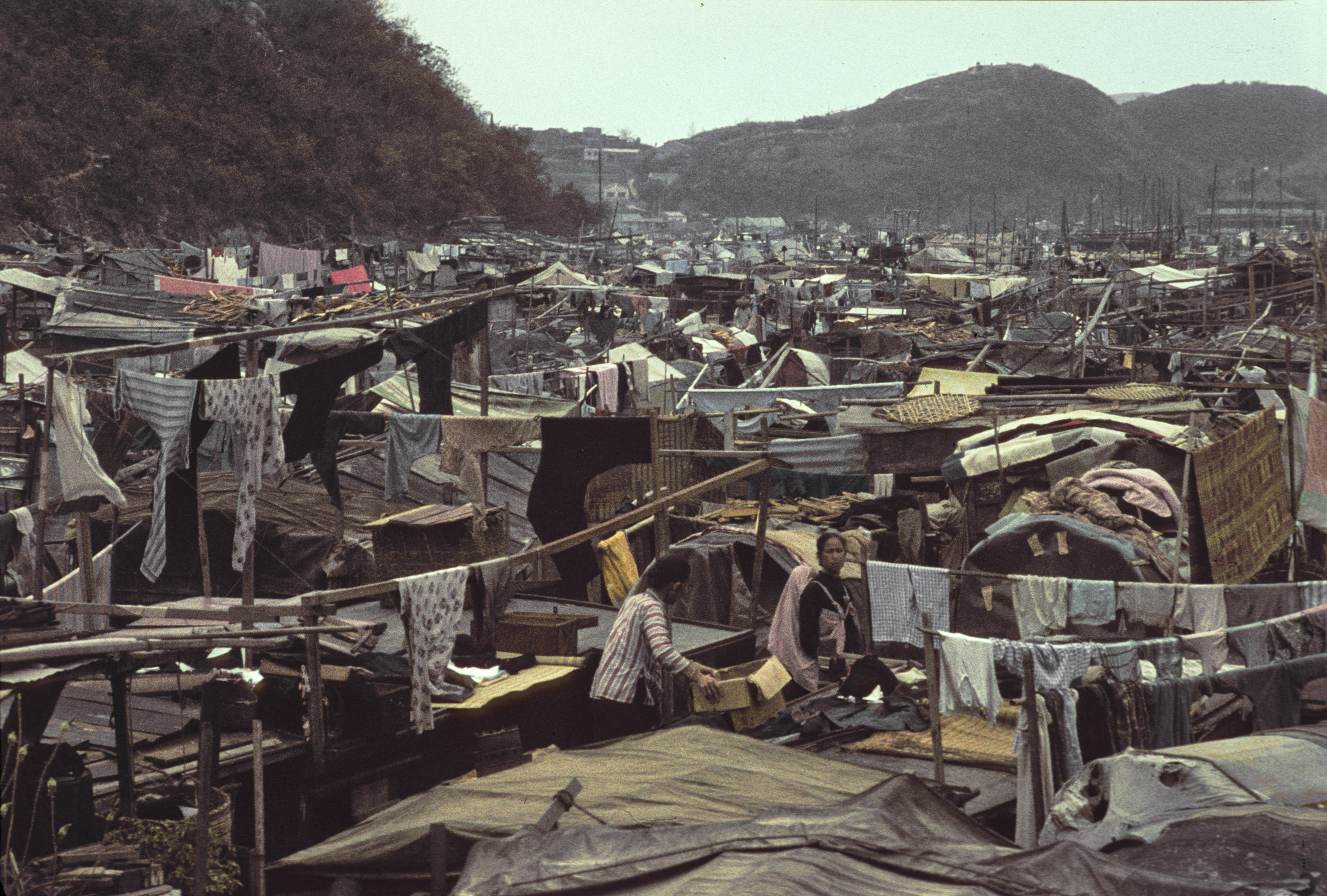
大量停泊在避風塘內的漁船（1965年）

香港水上人主要包括蜑家人和鶴佬人兩大族群，也有少量客家人，傳統上是以捕魚為生的漁民。

## 歷史
香港開埠之前，香港的水上人已經在香港生活多個世紀，只在船上生活以捕鱼维生。其中蜑家人講粵語的方言蜑家话，福佬漁民講福佬話，客家漁民講客家話。部份地區有不同族群的水上人雜居。
早期，香港水上人主要是以捕魚為生。他們居住於漁船上，停泊在避風塘內。由於他們出海捕魚的需要，20世紀60年代至70年代漁民家庭的子女大多繼承上一代家業因不太重視讀書。有見及此，一些宗教團體便創立了「水上學校」，為避風塘的兒童提供教育。但近年香港的漁業式微，以及捕漁量比以前減少，大多數漁民已上岸生活，很多水上人的傳統逐漸消失。但有些得以保留至今或作適當調整以延續，如福佬籍漁民在傳統節慶及婚禮時的扒龍船儀式改為陸上扒龍船，一些蜑家人也保持傳統為祖先製作人偶作為供奉的傳統，以及稱為脫褐的傳統成人禮。